# 东山岛战役 (1950年)
23°41′58″N 117°25′13″E / 23.699453°N 117.420397°E
第一次东山岛战役，是第二次国共内战末期中国人民解放军为占领东山岛所发起的进攻。
漳厦战役结束后，超过5,000名国军第17军的士兵撤退至东山岛。此时的中华民国国军试图以该岛作为反攻大陆的一个垫脚石，岛上驻守着17军两个师。时任福建军政委员会主席叶飞决定派遣解放军第10兵团第31军91师与32军94师于1950年5月11日在3个炮兵营的掩护下在东山岛预定地点强行登陆。国军守军加以抵抗后撤退。12日1时第94师占领东山县城，国军守军第58师警卫团投降。国军因兵力不敌，在国军海军潮安舰及二零三扫雷艇的掩护下撤离东山岛，转进金门。经过10小时左右的战斗，国军伤亡超过2,000人。:181

## 后续
接近3年后，国军发起了一场反攻东山岛的战役，解放军成功守卫东山岛。